# لویی پانزدهم (رستوران)
لویی پانزدهم (فرانسوی: Le Louis XV‎) یک رستوران سه‌ستاره در موناکو است که در سال ۱۹۸۷ آغاز به‌کار کرد. مدیر و سرآشپز این رستوران آلن دوکاس است که این رستورانش در سال ۲۰۰۳ به‌عنوان سومین رستوران برتر جهان برگزیده شد. این رستوران در داخل «هتل پاریس» شهرِ مونت‌کارلو قرار دارد و سرداب (انبار شراب) آن در حدود ۴۰۰٬۰۰۰ بطری شراب دارد.
برخی از سرآشپزهای مشهور جهان همچون الکسی گوتیه، ماسیمو بوتورا، کلیر اسمیت و تیری لابورد در این رستوران آموزش دیدند.